# Рохас, Хосе (баскетболист)
Хосе Рохас Эррера (исп. José Rojas Herrera, 9 ноября 1923, Орисаба, Мексика) — мексиканский баскетболист. Участник летних Олимпийских игр 1948 и 1952 годов,  двукратный чемпион Игр Центральной Америки и Карибского бассейна 1946 и 1950 годов.

## Биография
Хосе Рохас родился 9 ноября 1923 года в мексиканском городе Орисаба.
Дважды выигрывал золотые медали баскетбольных турниров на Играх Центральной Америки и Карибского бассейна в 1946 году в Барранкилье и в 1950 году в Гватемале.
В 1948 году вошёл в состав сборной Мексики по баскетболу на летних Олимпийских играх в Лондоне, занявшей 4-е место. Провёл 6 матчей, набрал 6 очков в матче со сборной США.
В 1952 году вошёл в состав сборной Мексики по баскетболу на летних Олимпийских играх в Хельсинки, занявшей 9-е место. Провёл 3 матча, набрал 2 очка в матче со сборной Финляндии.